# Podulaka
Podulaka – wieś w Słowenii, w gminie Velike Lašče. W 2018 roku liczyła 38 mieszkańców.